# Feria del Algodón

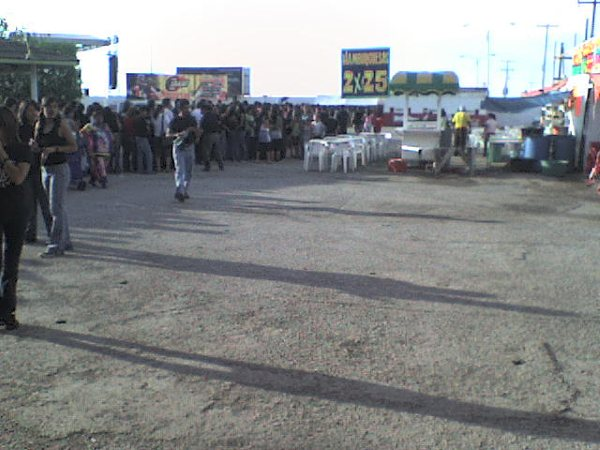
Feria del Algodón del 2007.

La Feria del Algodón es un evento tradicional llevado a cabo en la ciudad de Torreón, Coahuila desde 1925, es organizada por el Club Rotario de esta ciudad y se efectúa desde finales de agosto a finales de septiembre. Es también conocida como "Feria del Algodón, Industrial y de la Uva". Durante el evento se llevan a cabo exposiciones de música tradicional, danzas folclóricas y ganaderas, además de juegos mecánicos, conciertos de música popular, vendimias, eventos culturales, entre otras cosas.

## Historia
En septiembre de 1925 se llevó a cabo la primera feria del algodón, durante la inauguración se llevó a cabo la coronación de la reina y un desfile de carros alegóricos, este evento es redactado por reconocidos cronistas como uno de los más importantes en la historia de la ciudad.

## Galería de fotos

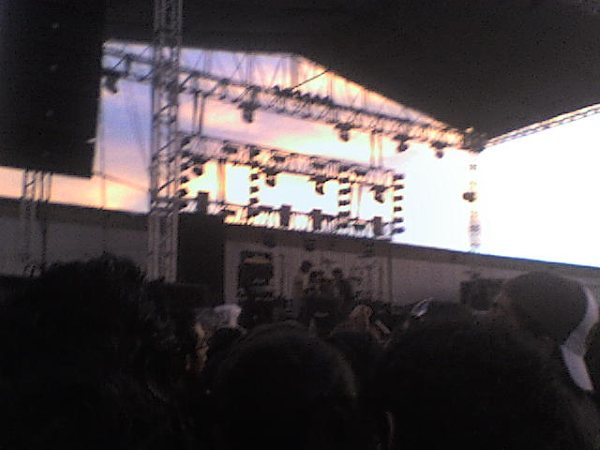
Escenario en el poliforum de la feria.
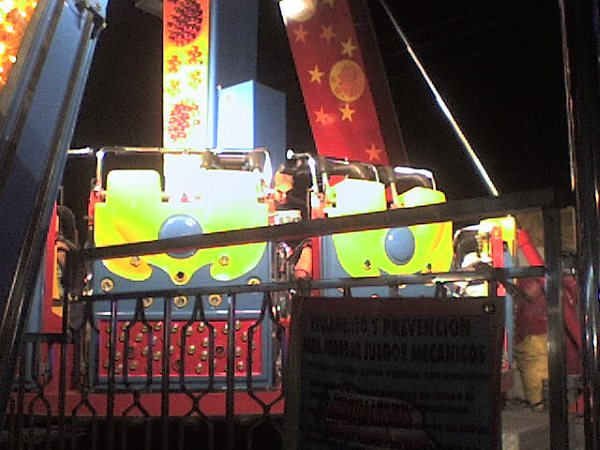
Juegos mecánicos.
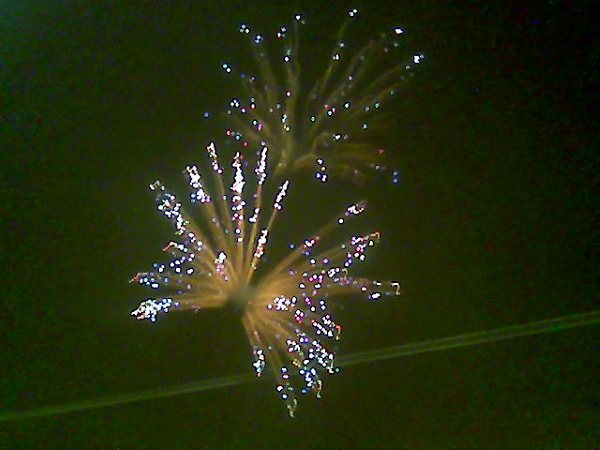
Fuegos artificiales, 16 de septiembre de 2006